# قرار مجلس الأمن التابع للأمم المتحدة رقم 1271
قرار مجلس الأمن التابع للأمم المتحدة رقم 1271، المتخذ بالإجماع في 22 تشرين الأول / أكتوبر 1999، بعد إعادة تأكيد جميع القرارات المتعلقة بالحالة في جمهورية أفريقيا الوسطى، بما في ذلك القرارات 1159 (1998) و1201 (1998) و1230 (1999). ومدد المجلس ولاية بعثة الأمم المتحدة في جمهورية أفريقيا الوسطى حتى 15 شباط / فبراير 2000 بهدف انتقالها من عملية حفظ السلام إلى وجود لبناء السلام بعد انتهاء الصراع.
وأعرب مجلس الأمن عن ارتياحه لأن الانتخابات الرئاسية أجريت في جمهورية أفريقيا الوسطى في 19 أيلول / سبتمبر 1999، وأثنى على دعم البعثة خلال هذه العملية. وذكّر بأهمية عمل الجماعات السياسية في البلاد معا من أجل المصالحة الوطنية. ورغم أنه كان من المقرر إنهاء بعثة الأمم المتحدة في جمهورية أفريقيا الوسطى في 15 تشرين الثاني / نوفمبر 1999، فقد طلبت حكومة أفريقيا الوسطى تمديد وجودها إلى ما بعد ذلك التاريخ.
ومدد القرار تفويض بعثة الأمم المتحدة في جمهورية أفريقيا الوسطى بهدف تحويل قوة حفظ السلام التابعة لها إلى قوة لبناء السلام بعد الصراع، وكان الأمين العام كوفي عنان قد أوصى بإجراء التخفيض العسكري والمدني على ثلاث مراحل. حث المجلس حكومة جمهورية أفريقيا الوسطى على تنفيذ الإصلاحات السياسية والاقتصادية والاجتماعية والأمنية؛ نقل مهام بعثة الأمم المتحدة في جمهورية أفريقيا الوسطى إلى قوات الأمن والشرطة؛ واستكمال إعادة هيكلة جيشها.
وسيحدد وفد صغير يرسله الأمين العام إلى العاصمة بانغي طرائق استمرار وجود الأمم المتحدة في جمهورية أفريقيا الوسطى بعد 15 شباط / فبراير 2000. وأخيراً، طُلب من كوفي أنان تقديم تقرير بحلول 15 كانون الثاني (يناير) 2000 بشأن تنفيذ جميع جوانب القرار الحالي.

## روابط خارجية
- نص القرار في undocs.org